# SN 1996cn
SN 1996cn – supernowa typu Ia odkryta 18 marca 1996 roku w galaktyce A134827+0227. Jej maksymalna jasność wynosiła 22,58m.